# Polygonella basiramia
Polygonella basiramia là một loài thực vật có hoa trong họ Rau răm. Loài này được (Small) G.L. Nesom & V.M. Bates miêu tả khoa học đầu tiên năm 1984.